# Dominique van Oost
Dominique Joseph van Oost, né le 8 août 1677 à Lille et décédé le 30 septembre 1738 à Lille, est un peintre flamand.

## Biographie
Dominique van Oost est le fils de Jacob van Oost le Jeune. Il a été reçu bourgeois de Lille en 1699. Il reste peu de témoignages identifiés de ses œuvres.

## Œuvres
- 1726, Portrait de Patou, huile sur toile, Musée des Beaux-Arts de Lille
- Christ en croix, huile sur toile, Hospice Comtesse, Lille